# Slovakia's Next Top Model
Slovakia's Next Top model (in slovacco Hľadá sa Supermodelka) è un reality show slovacco, basato sul format americano America's Next Top Model.
La concorrente Romana Tabaková, prima eliminata, ha in seguito abbandonato le passerelle per darsi allo sport, diventando una tennista.

## Edizioni
| Edizione | Messa in onda   | Vincitrice    | Seconde classificate                  | Altre concorrenti | Numero di concorrenti | Destinazione internazionale |
| -------- | --------------- | ------------- | ------------------------------------- | --- | --------------------- | --------------------------- |
| 1        | 12 gennaio 2007 | Ivana Honzová | Regína Rusznyáková & Zdenka Pavlíková | Marcela Ručková (ritirata), Margaréta Mudríková, Romana Tabaková (ritirata), Petronela Pribilová, Lenka Kramolišová, Linda Ilavská, Katarína Jančula, Soňa Hosová, Natália Antušová, Zuzana Lepáčková, Erika Kováčová | 14                    | Praga Parigi                |